# قوس النصر (بغداد)

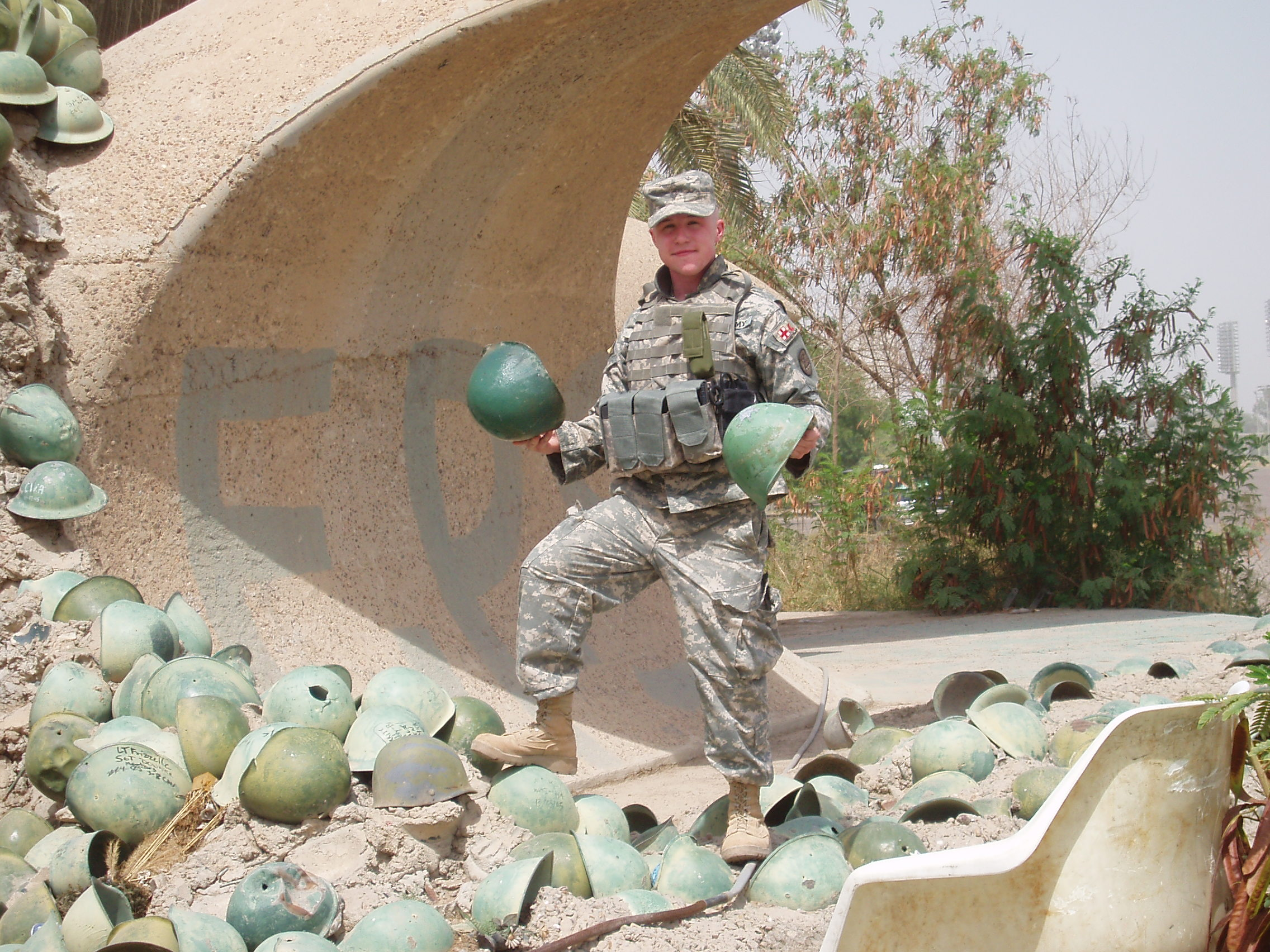
جندي من جنود القوات الأمريكية وهو يحمل خوذة في نصب قوس النصر

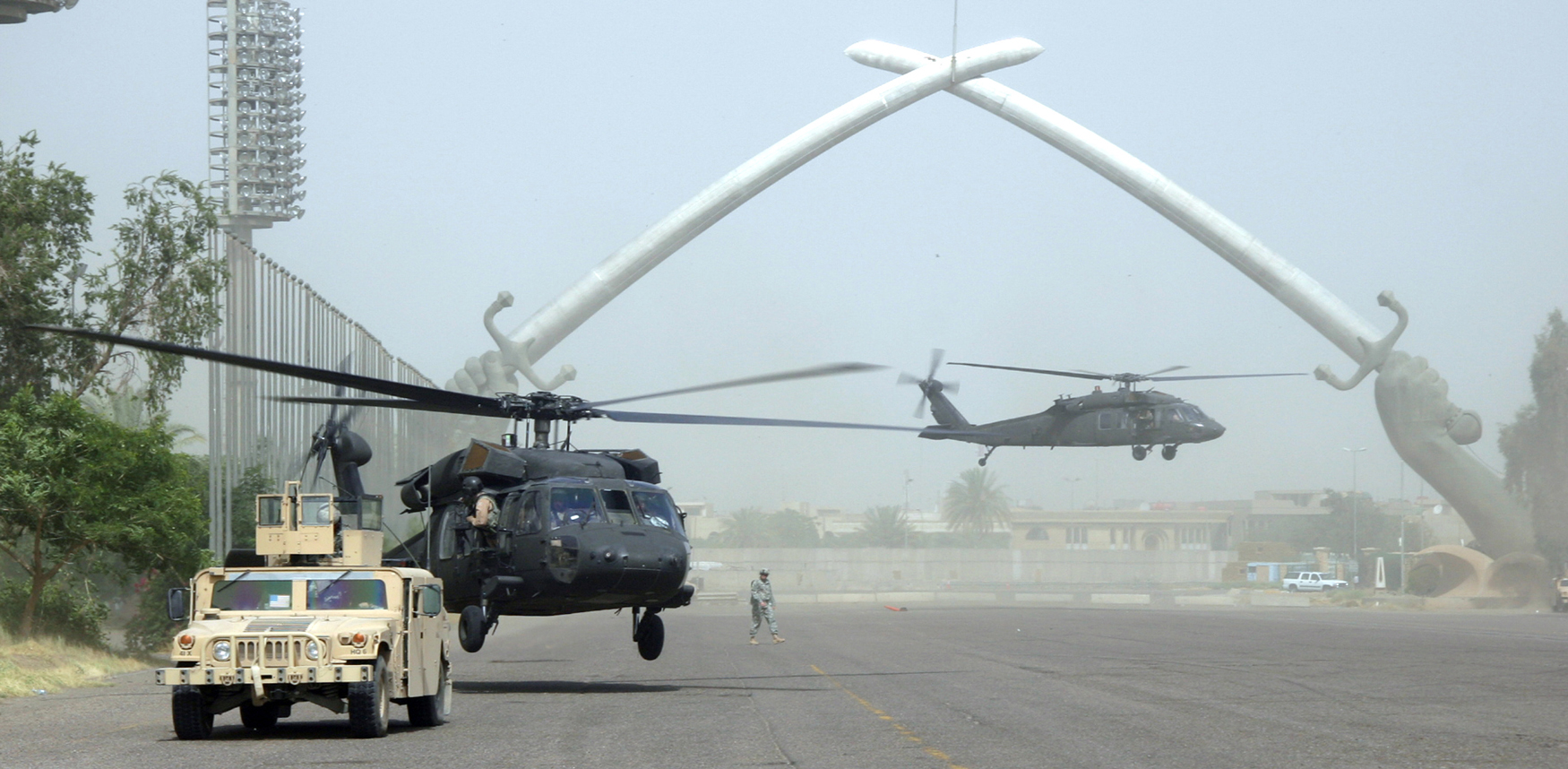
قوس النصر في عام 2006

قوس النصر معلم سياحي في ساحة الاحتفالات الكبرى في مدينة بغداد، ولقد تم تنفيذ نصب قوس النصر بواسطة شركة (موريس سينغر) البريطانية التي أهتمت بتنفيذ أعمال البرونز لقبضتي وساعدي كل من النصبين المتقابلين، بالإضافة إلى شركة (هـ هـ ميتال فورم) الألمانية التي عهد إليها تنفيذ وصناعة السيوف من سبيكة الفولاذ، وكان عملها للنصب هدية منها إلى بغداد على خلفية تزويد العراق بإمدادات تقنية وتكنلوجية ساعدت على بناء منظومته للاستخدامات غير السلمية، وأقيم هذا النصب أثناء الحرب العراقية الإيرانية. وأطلق عليه أسم قوس النصر. وهو عبارة عن سيفين ضخمين، يرسمان في الفضاء قوسا شاسعا، وتمسكهما يدان قويتان، وقيل أن اليدين كانتا نموذجا ليدي صدام حسين، وتحت السيفين وضعت خمسة آلاف خوذة لجنود إيرانيين، وهي خوذات حقيقية جمعت من ساحات المعارك التي دارت بين البلدين في فترة الحرب العراقية الإيرانية، وقد اشترط صدام على جامعيها أن تكون تلك الخوذ قد ثقبها رصاص الحرب، وصمم النصب الفنان خالد الرحال، في فورة الحماس للسلطة وعطاياها، والنصب يوحي بالنصر، في ذات الوقت الذي يوحي بالقوة.
ولقد كانت الساحة الواسعة تحت السيفين مكانا للاستعراضات العسكرية والمسيرات الشعبية التي كانت تقوم في عهد صدام حسين. يجدر الأشارة إلى أن الحكومة العراقية الجديدة قد حاولت إزالة النصب التذكاري عام 2008 لكن السفير الأمريكي في العراق منع قيام ذلك لأن النصب قد كلف ميزانية العراق مبالغ مالية باهظة ويمثل حقبة من تاريخ العراق. ولقد تم ترميم النصب عام 2011.

## الموقع
مجموعتا الأقواس تشيران إلى مداخل المنطقة المعروفة باسم حديقة الزوراء. في عام 1986 (قبل عامين من نهاية الحرب) بدأت الحكومة العراقية في بناء ساحة للمهرجانات والاستعراضات في حديقة الزوراء، بالقرب من المجمع الرئاسي الواسع في وسط بغداد. تُعرف باسم ساحة الاحتفالات الكبرى، وهي تتألف من ساحة عرض كبيرة وجناح استعراض واسع النطاق ومسبح عاكس كبير. استضافت المناطق العشبية المحيطة العراقيين خلال العروض العسكرية. ومما زاد من جاذبية الأرض الاحتفالية وجود ثلاثة أكشاك للمرطبات تبيع الآيس كريم والمشروبات الباردة والحلوى. تم تشييد ثلاثة نصب تذكارية لتذكر آلام العراق ومعاناته نتيجة للحرب التي استمرت ثماني سنوات. كان قوس النصر هو آخر المباني الثلاثة التي تم بناؤها، وقد تبع ذلك بناء نصب الجندي المجهول (1982) ونصب الشهيد (1983). الآثار الثلاثة تشكل وحدة واحدة.
الاسم الرسمي للأقواس، سيوف القادسية، هو إشارة إلى معركة القادسية عام 636 م، عندما هزمت الجيوش العربية الإمبراطورية الساسانية واستولت على عاصمتهم قطسيفون، حيث يشير القوس إلى مدخل الإمبراطورية القديمة. قصر. كانت حديقة الزوراء موطنًا لمتحف الهدايا للرئيس ومركزًا للفنون المسرحية. يقع المتحف في الطابق الأرضي من جناح الاستعراض الكبير حيث كان من المعروف أن صدام كان يستعرض الحرس الجمهوري أثناء إطلاق النار من سلاح في الهواء. ويحتوي المتحف على قطع عادية تبرع بها العراقيون خلال فترة حكمه. وتضمنت العناصر زخارف ورسومات بلاستيكية رخيصة تبرع بها أطفال عراقيون.

## التاريخ
فاز النحات العراقي الرائد خالد الرحال بمهمة تصميم وتنفيذ بناء الأقواس، التي استندت إلى رسم مفاهيمي رسمه الرئيس صدام حسين. يتكون التصميم من زوج من الأيدي الضخمة الخارجة من الأرض، وتحمل كل منهما سيفًا يبلغ طوله 43 مترًا (141 قدمًا). إلا أن الرحال توفي عام 1987، قبل أن يكتمل النصب، وتولى نحات عراقي بارز آخر، محمد غني حكمت، مسؤولية المشروع.  عمل كلا النحاتين بالتعاون الوثيق مع صدام حسين. تم بناء النصب التذكاري كجزء من برنامج أوسع لتجميل مدينة بغداد وإنشاء أشغال عامة من شأنها أن تساعد على غرس الشعور بالفخر الوطني لدى السكان. وتمتلئ بغداد الآن بالآثار، منها نصب الشهيد ونصب الجندي المجهول، والعديد من التماثيل والنوافير والمنحوتات الأخرى؛ تم تشييدها جميعًا بين عامي 1969 و2003.
الموقع الذي تم اختياره للنصب التذكاري هو المكان الذي هزم فيه العرب الساسانيين، الإمبراطورية الفارسية، ويُنظر إليه عمومًا على أنه بداية الهيمنة الإسلامية على المنطقة. وفي يوم تدشين النصب التذكاري عام 1990، كان صدام يمتطي حصانا أبيض تحت الأقواس. لقد قيل أن هذه كانت إشارة إلى الشهيد الشيعي المقتول الحسين بن علي، الذي قُتل في كربلاء عام 680، والذي تسبب موته في حدوث شقاق بين المسلمين الشيعة والسنة. وعلى الرغم من أن النصب التذكاري يقدم رواية انتصارية فيما يتعلق بالحرب الإيرانية العراقية، فقد اتخذ رمزية أوسع ويمثل العراقيين الذين سقطوا في أي حرب عبر تاريخ البلاد.

### التطورات الأخيرة
لم يتم تدمير النصب التذكاري خلال حرب الخليج، رغم أن الجنرال نورمان شوارزكوف أراد إزالته. لا تزال الأقواس قائمة فيما يعرف الآن بالمنطقة الدولية في بغداد.
في فبراير 2007، أفيد أن الحكومة العراقية الجديدة قد شكلت لجنة إزالة رموز عصر صدام وأن نصب قوس النصر قد بدأ في التفكيك، الأمر الذي أثار احتجاجات من الجماعات العراقية والجماعات المحافظة على التراث.
بدأ الهدم يوم الثلاثاء الموافق 20 فبراير 2007. وفي ذلك الوقت، تم قطع قطع بطول 3 أمتار (10 أقدام) من النصب البرونزي. وشوهد العديد من المارة العراقيين وقوات التحالف وهم يأخذون الخوذات وأجزاء من النصب التذكاري كتذكارات. وقد طعن السفير الأمريكي زالماي خليل زاد في قرار إزالة النصب التذكاري، الذي اتخذه رئيس الوزراء نوري المالكي، والذي منع عملية الهدم في 21 فبراير/شباط. تراجعت الحكومة العراقية عن خططها السابقة لهدم النصب التذكاري.
وفي فبراير/شباط 2011، بدأت السلطات العراقية في ترميم النصب التذكاري كدليل على المصالحة.

## التراث
يعد قوس النصر أحد المعالم الأثرية الأكثر تصويرًا في بغداد. ويمكن تصوير الزوار الذين يقفون في مكان معين وكأن أيديهم تمسك بالسيوف. توفر الأيدي المجوفة للزائرين فرصة أخرى لالتقاط الصور - حيث تسلق العديد من القوات وزوار التحالف الآخرين بداخلها للنظر من النقطة التي تلتقي فيها السيوف بالأيدي، وذلك لالتقاط صور تذكارية بشكل عام.
ويظهر النصب التذكاري أيضًا على الورقة النقدية فئة 100 دينار لعام 1991.